# Doina Lie

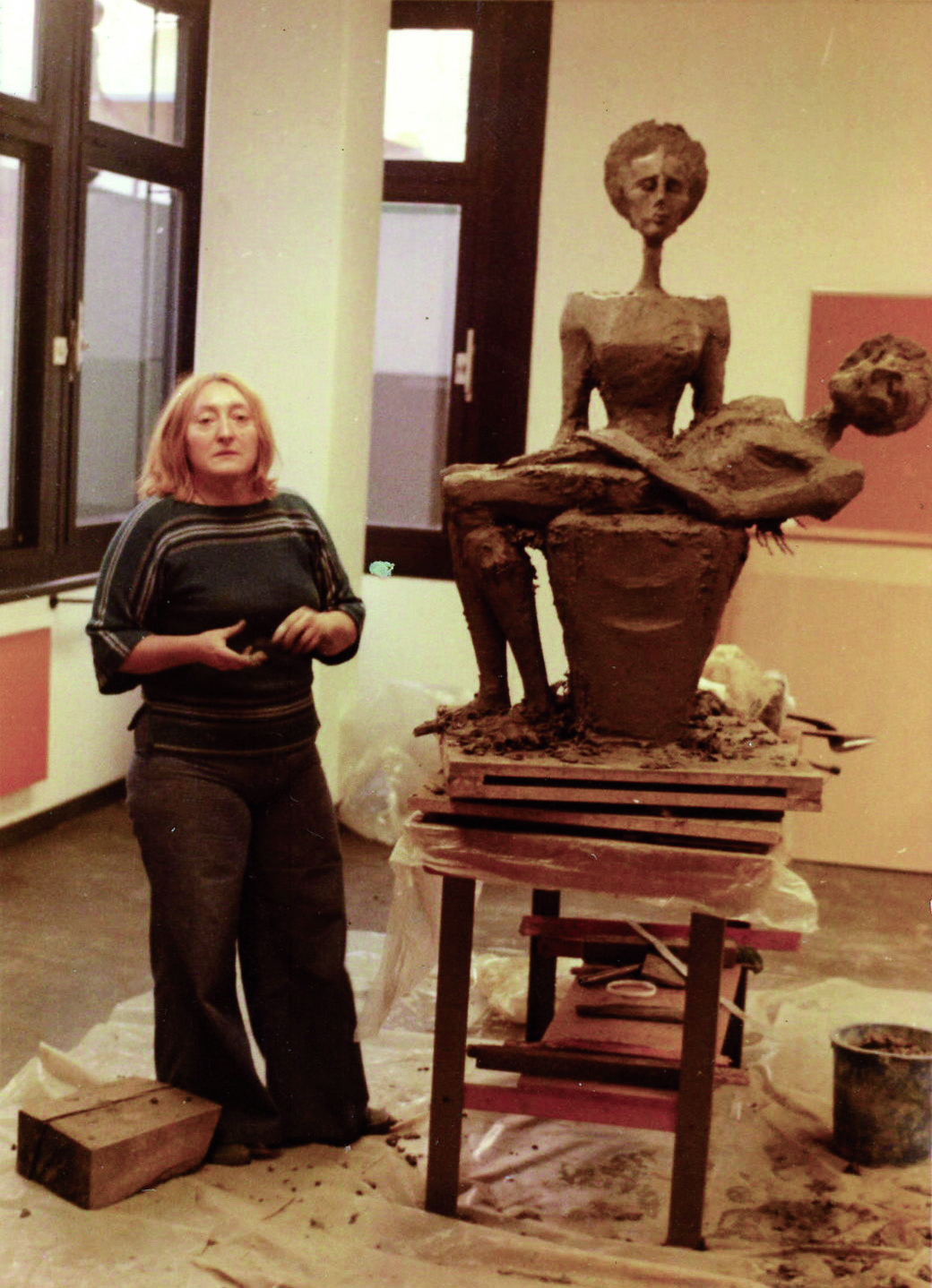
Pieta pentru Adelgundiskirche, Emmerich I Germania, faza de lucru.

Doina Eugenia Lie (1 iunie 1929, Sebeș-Alba - 6 iunie 2012, Sebeș) a fost o sculptorițǎ română. A fost prima soție a lui Victor Roman (1955-1962).

## Biografie
S-a nǎscut la 1 iunie 1929 în Sebeș-Alba, în familia preotului greco-catolic Candit Lie și a învǎțǎtoarei Elisabeta Lie. Dupǎ absolvirea Liceului Pedagogic „Pia Brǎtianu” din București și fiindu-i interzis studiul superior datoritǎ „originii nesǎnǎtoase”,  Doina Lie este nevoită să lucreze ca educatoare. După trei ani i se aprobă totuși înscrierea la Institutul de Arte Plastice „Nicolae Grigorescu” din București. În 1956 absolvǎ secția sculpturǎ la clasa profesorului Constantin Baraschi.
Din 1956 a fost o prezență constantă la majoritatea expozițiilor anuale, municipale și ocazionale organizate de Ministerul Culturii și de Uniunea Artișilor Plastici din România.
În 1966 se naște fiica sa, Maria.
Începând din 1976 se concentreazǎ pe sculpturǎ micǎ și expune cu precadere în strǎinatate.

Operele sale au fost incluse în multiple colecții publice în tara și în strǎinatate. Colecționarii privați din întreaga lume îi prețuiesc operele și le achiziționează.

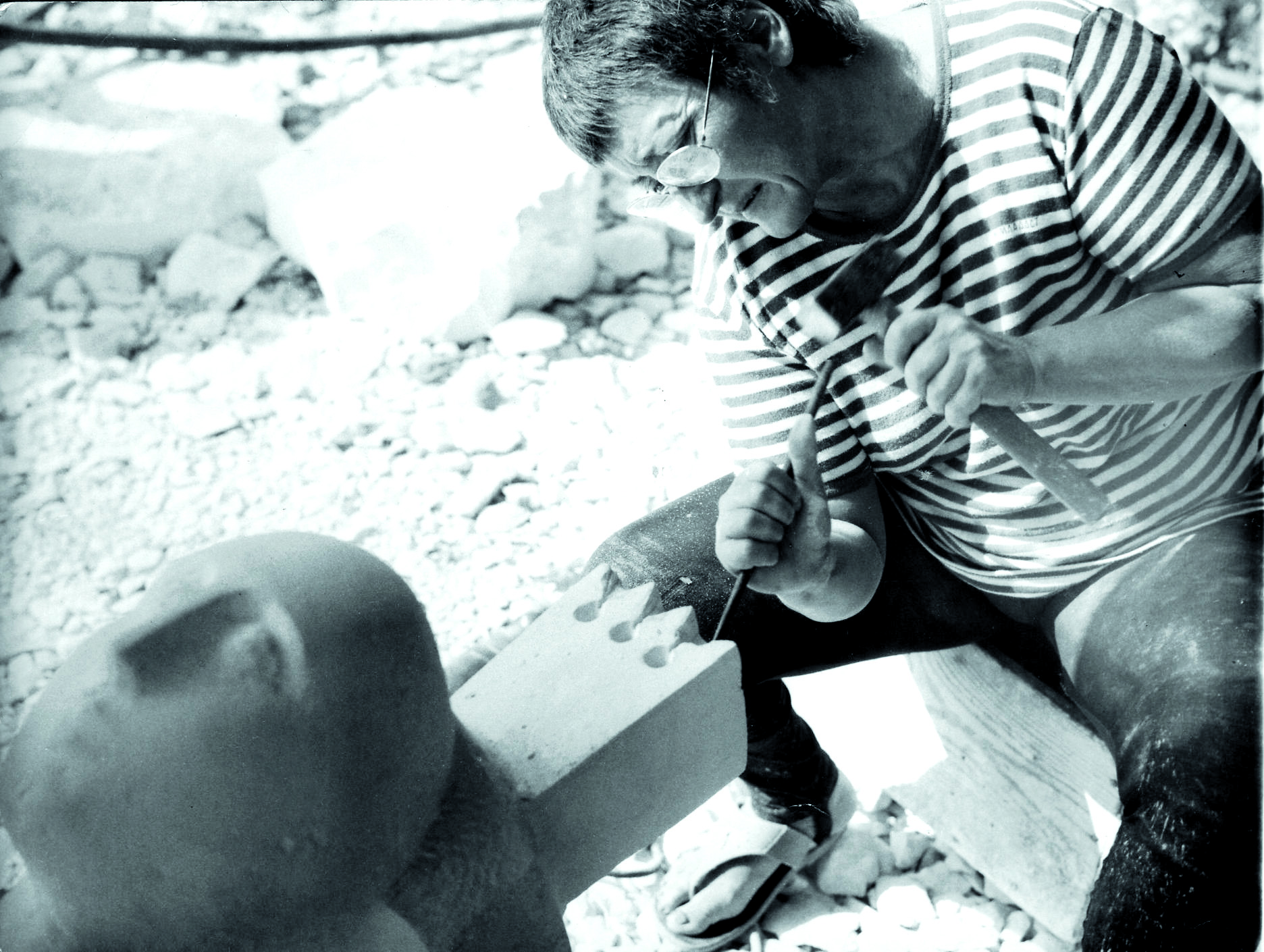
Simpoziunul Burgas I Bulgaria, 1984

## Cariera
Doina Lie face parte din generația de sculptori care marcheazǎ configurația sculpturii românești contemporane. Debutează în 1954 la anuala de stat. Participă, în 1961, la expoziția de desene  ale sculptorilor de la Moscova. Opera ei s-a situat la intersecția a trei tendințe majore: a statuarului occidental, a imaginii hieratice bidimensionale și a modernitǎții europene caracterizatǎ prin dinamica geometriei. 
Pe de alta parte, creația Doinei Lie se raporteazǎ  și la valorile patrimoniale, pǎstrând tradiția artei românești. A realizat sculpturi în aer liber pentru spații publice din mai multe orașe din România: Neagoe Basarab de la Mǎnastirea Argeș,  Iuliu Maniu de la Alba Iulia, Înotătoarea la Mamaia, Basorelief la teatrul din Comănești, Fântânile în fața Teatrului Național din Craiova, Mihai Eminescu și Unire la Sebeș. De asemenea, a sculptat  lucrări valoroase în spații publice din stăinătate, precum Pieta din bronz la Catedrala „St. Aldegundis” în Emmerich – Germania, sau Ctitorie, în marmură, din Parcul de sculptură Burgas – Bulgaria, dar și multe sculpturi de mici dimensiuni în diferite colecții private.Creația sa gravitează în jurul reprezentării corpului uman, de la opere cu tematică istorică, mitologică, religioasă la portrete sau nuduri ferm modelate.
Așa cum George Apostu este singurul nostru sculptor de facturǎ romanică, un constructor și un vizionar al formelor grele, abia desprinse din amorf, Doina Lie este singurul nostru sculptor gotic, cel puțin printr-o secvență bine definită a operei ei. Deși, în lucrările din această categorie, se întâlnesc deopotrivă elemente postbizantine, cubiste și expresioniste, caracterul fundamental rămâne acela gotic, spiritual și mistic, în care materia se resoarbe, carnea intră în disoluție, dar totul rămâne în datele unui figurativ esențializat, fără a migra spre tipologie sau abstracțiune.

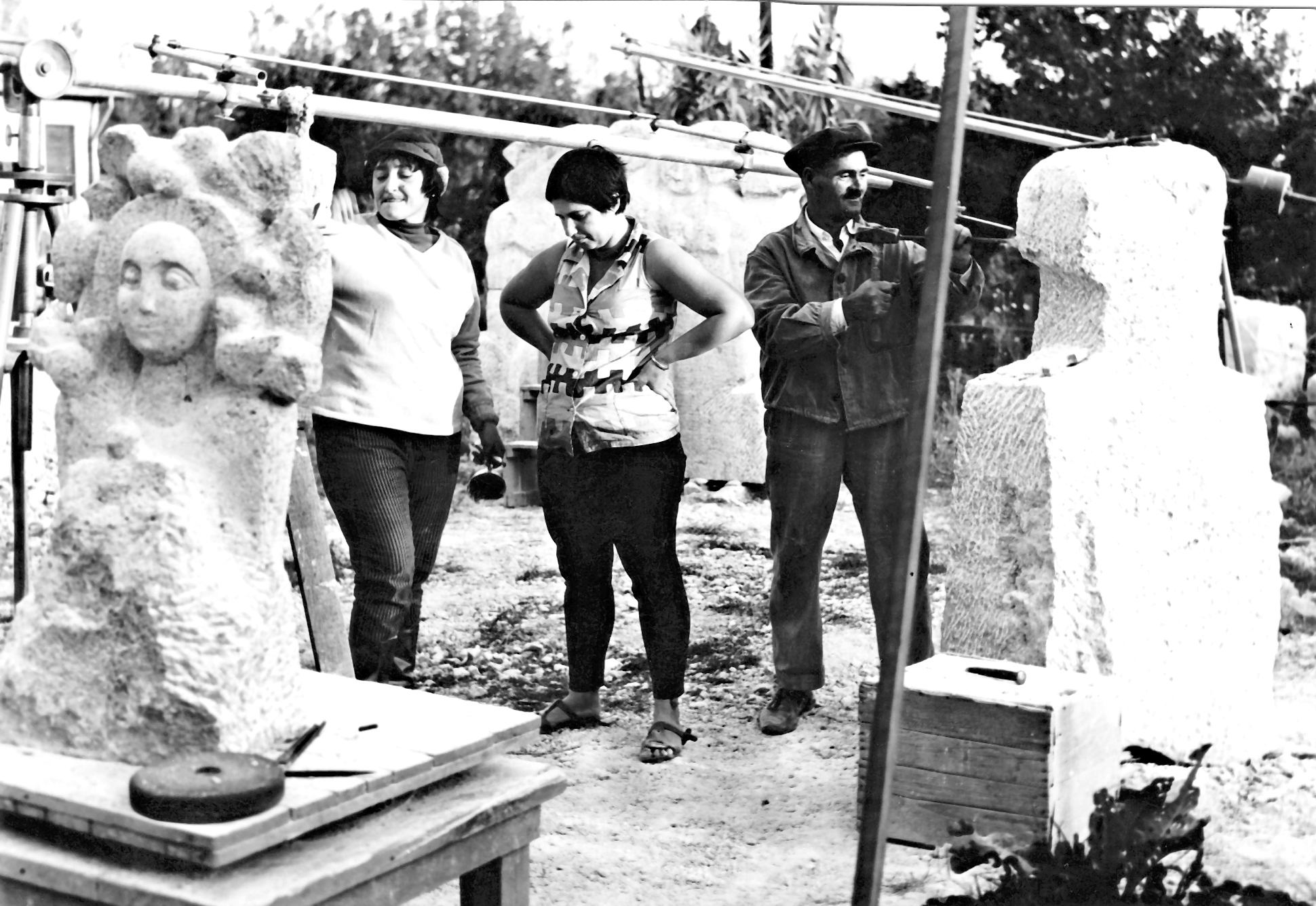
Doina Lie si Pusi Cocea, gradina de lucru de la Baneasa, 1970

Pavel Șușară

## Expoziții personale
- 1975 Galeria „Orizont”, București
- 1975 Galeria „Haus im Park”, Emmerich/Germania
- 1977 Städtisches Museum Wesel/Germania
- 1979 Casa de cultură „Friedrich Schiller”, București
- 1981 Galeria „Den Gulden Fointain”, Amsterdam/Olanda
- 1991 Fundația „Dinu Lipatti”, Geneva/Elveția
- 1991 Galeria „Haus im Park”, Emmerich/Germania
- 1992 Deutsche Bank, Kleve/Germania

## Expoziții de grup
Din 1954, participă la majoritatea saloanelor municipale și republicane.
- 1957 - Festivalul Tineretului și Studenților de la Moscova, Rusia;

- 1959 - Festivalul Tineretului și Studenților de la Viena, Austria;

- 1963 - Expoziția Tineretului;

- 1966 - Bienala de pictură și sculptură din București.[8]

## Artă monumentală
- Sebeș-Alba Unire, piatră
- Curtea de Argeș Neagoe Basarab, piatră
- Mamaia Înotatoare, bronz (lucrare disparută, )
- Craiova Fântâni arteziene (Teatrul Național), oțel inoxidabil
- Câmpina Aurel Vlaicu, piatră [nefuncțională]
- Bistrița Năsăud Maternitate, piatră
- București Istorică (Muzeul de Artă), piatră
- București Doftana (Muzeul de Istorie), piatră
- Giurgiu Maternitate (Consiliul Popular), lemn
- Ploiești Compoziție (Muzeul de Artă), piatră
- Galați Grivița 33 (Muzeul de Artă), piatră
- Galați Rod bogat (Muzeul de Artă), lemn [nefuncțională]
- Vrancea Orfeu (Consiliul Popular), bronz
- Bârlad Nud (Muzeul Vasile Pârvan), marmură
- Baia de Arieș Mineri, piatră
- Constanța Omagiu (Spitalul județean), piatră
- Alba Iulia Familie, piatră
- Alba Iulia Iuliu Maniu, bronz
- Emmerich (Germania) Pieta (Adelgundiskirche), bronz
- Emmerich (Germania) Fecioara cu pruncul (Capela orasului), bronz
- Emmerich (Germania) Orfeu (foaierul teatrului de stat), lemn aurit
- Emmerich (Germania) Sf. Willibrord (spitalul Sf. Willibrord), bronz

## Lucrări în muzee naționale
- Muzeul  Național al Unirii, Alba Iulia
- Muzeul Național de Artă al României, București
- Muzeul de Istorie, București
- Muzeul de Artă Vizuală, Galați
- Muzeul Bucovinei, Suceava
- Muzeul de Artă din Constanța
- Muzeul „Vasile Pârvan” din Bîrlad
- Muzeul de Artă, Ploiești
- Muzeul Bruckental, Sibiu

## Merite
- 2004 -- a fost distinsă cu Ordinul Meritul Cultural de Președintele României Ion Iliescu.[9]
- 2007 -- Cetațean de onoare al orașului Sebeș-Alba

## Legături Externe
- Bustul lui Mihai Eminescu din Sebeș, executat de artista Doina Eugenia Lie. A fost restaurat de specialiștii muzeului „Ioan Raica”
- SCULPTURILE „UNIRE” (DOINA LIE, 1968) ȘI „ESENȚA LUPTĂTORULUI” (AUREL SÂRBU, 1995) AU FOST RESTAURATE ÎN CADRUL WORKSHOP-ULUI DESFĂȘURAT LA MUZEUL DIN SEBEȘ